# Vladimír Novák
Vladimir Novak (2 février 1904 – 28 avril 1986) est un ancien fondeur tchèque

## Championnats du monde
- Championnats du monde de ski nordique 1933 à Innsbruck 
  -  Médaille d'argent en relais 4 × 10 km.